# Cerniw

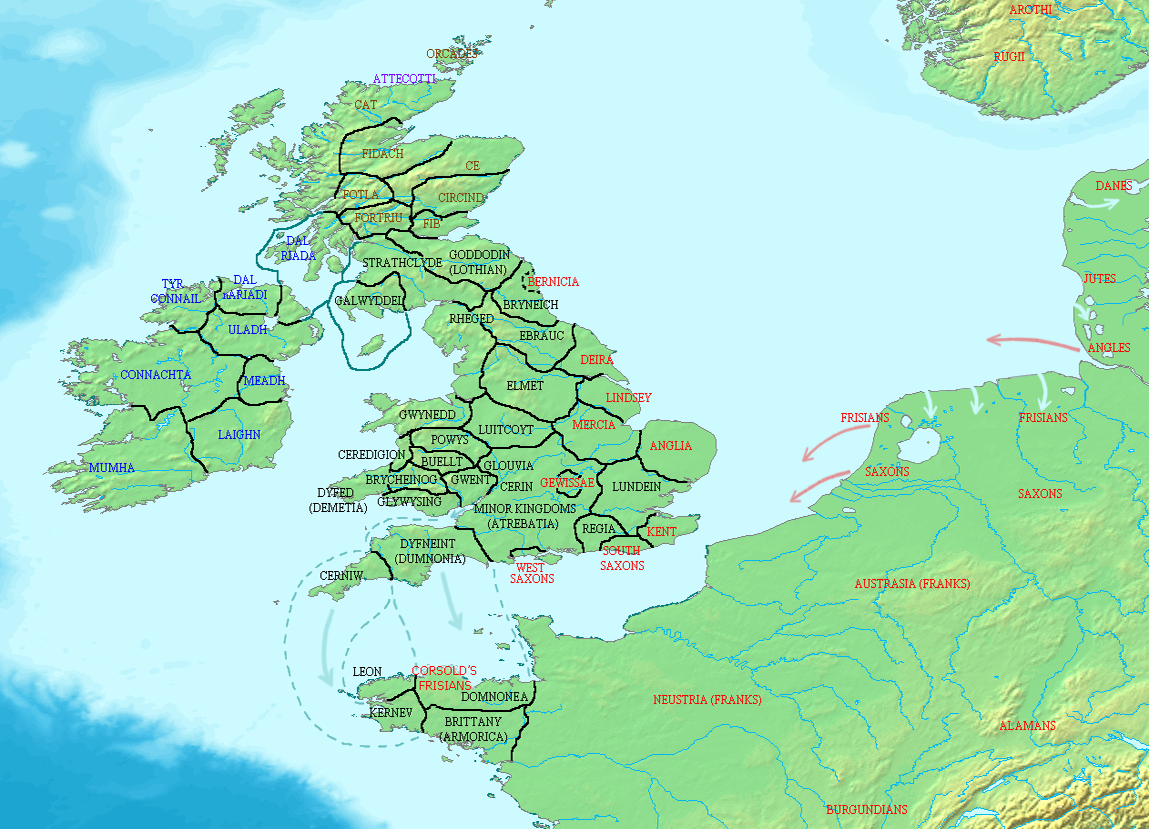
Britannia attorno al 500 d.C.

Il Cerniw era un regno-dipendente della Dumnonia (odierna Cornovaglia). Fu l'ultimo reame libero della Britannia meridionale (eccetto Cymru). Alla fine, si unì con i resti del regno della Dumnonia. Fu creato da Costantino Corneu, sovrano della Dumnonia. Per un periodo, l'estrema punta più occidentale della penisola della Cornovaglia fu occupata dal principato del Penwith, dominato da un re britannico.

## Denominazione
L'area, conosciuta come Cornubia durante il periodo della Britannia romana e della conquista anglo-sassone, cambiò nome sia per i cambiamenti verificatisi nella lingua brittonica durante il VI e VIII secolo sia perché passata in mano gallese. Il nome significa 'la gente del corno' e questo perché si trovava nella parte finale della penisola della Cornovaglia. I Sassoni usarono il termine Corn-wealas (la parola wealas significava in sassone 'straniero' ed era usata per indicare tutti i Britanni).

## Storia
Nella seconda metà del V secolo, sovrano del Cerniw fu Merion, figlio di Costantino Corneu di Dumnonia, anche se aveva la condizione di sovrano dipendente del fratello Erbin. Attorno al 500, il trono passò a uno dei figli di Merion, Mark, mentre suo fratello Meliodas prese il potere a Lyonesse (isole Scilly). Nel 505, fu il cugino di Mark, Salom, a ereditare il regno, che poi trasmise al figlio Fracan. Attorno al 510, la dinastia si sarebbe estinta e comunque il reame passò in mano dumnona, con un duca di Cornubia che governava nominalmente il territorio.

## Sovrani e principi conosciuti del Cerniw
- Merion, re, nato attorno al 430
- Marc, re, nato attorno al 460
- Salom, re, nato attorno al 460
- Fracan, re, nato attorno al 482